# 국도 제16호선 (미국)

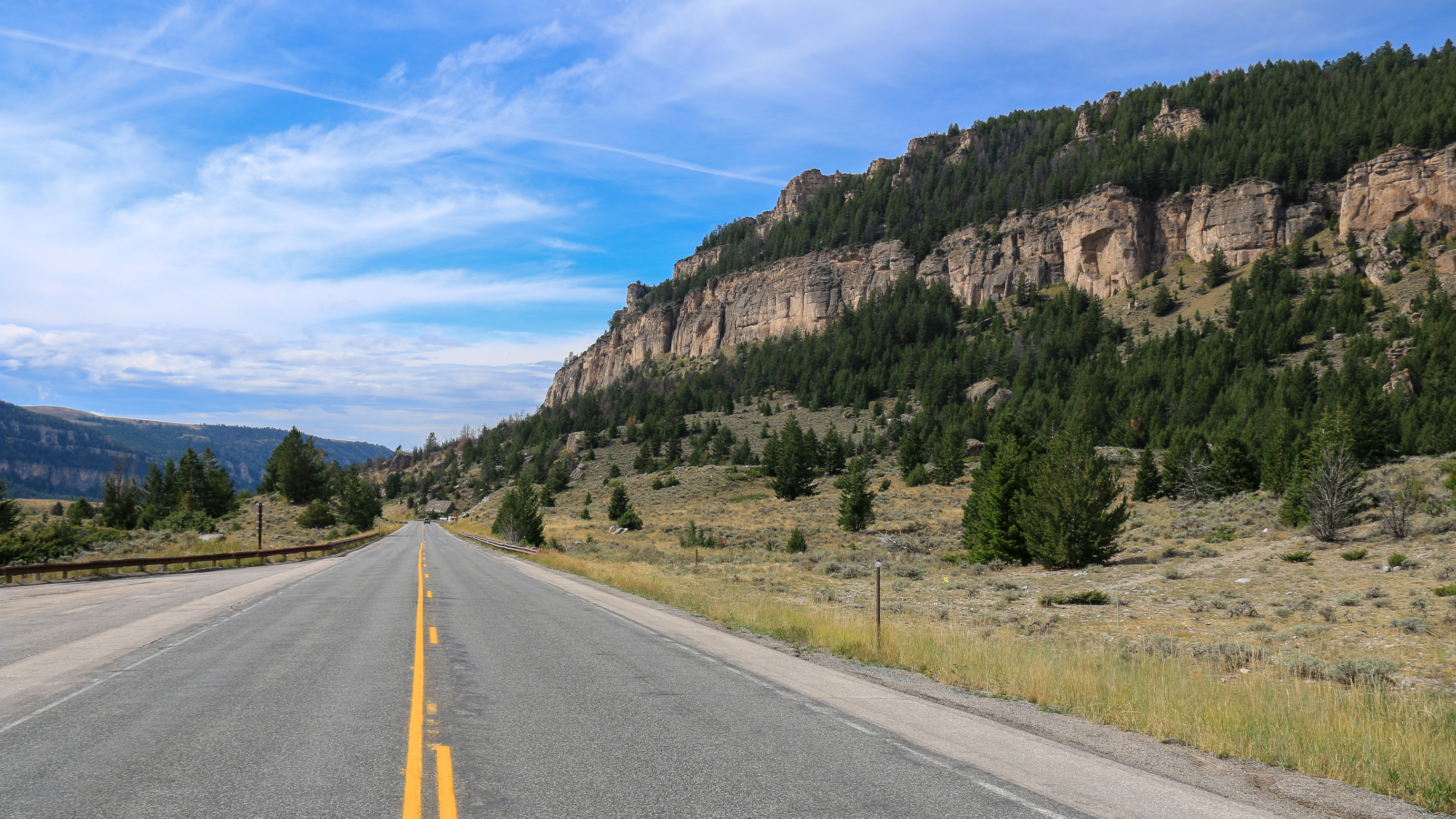
와이오밍주 빅혼산 일대를 흘러가는 하천인 텐슬리프강과 병주하고 있는 미국 16번 국도 전경.

국도 제16호선(U.S. Route 16)은 미국 와이오밍주의 옐로스톤 국립공원 초입부에서 출발하여 사우스다코타주의 래피드시티까지 이어주는 총 연장 540 마일(869km)의 거리를 가진 미국의 일반 국도이다. 그러나 이 국도는 2004년, 기점인 옐로스톤 국립공원 초입부에서는 국도 제14호선과 국도 제20호선이 같이 만나는 형태로 겹쳐지며, 종점인 래피드시티일대에서는 주간고속도로 제90호선과 국도 제14호선이 서로 만나는 간선도로 종점을 필두로 하여, 주간고속도로 제190호선을 중용구간 형태로 도로가 겹친 상태에 머무르기도 한다.